# Ereğli (Zonguldak)
Ereğli – miasto w Turcji w prowincji Zonguldak.
Według danych na rok 2000 miasto zamieszkiwało 79486 osób.